# Izara Aishah
Izara Aishah binti Hisham, mais conhecida como Izara Aishah (Johor Bahru, Malásia, 28 de setembro de 1992), é uma atriz de cinema e televisão e modelo malaia.
Filha de pai malaio e de mãe paquistani. Estudou na Escola Secundária Nacional "Seri Hartamas", em Kuala Lumpur. Se formou em Artes cénicas na Universiti Sunway de Bandar Sunway, Selangor. Debutou em 2011 e desde ai tem protagonizado vários filmes e telefilmes. Além disso aparecido em comerciais e tem sido modelo de marcas e empresas. Obteve o segundo posto no concurso juvenil de beleza Dewi Remaja (deusa adolescente), edição 2009/2010.

## Filmografia

### Series de Televisão
| Ano  | Título                  | Personagem       | Canal       | Notas |
| ---- | ----------------------- | ---------------- | ----------- | ----- |
| 2011 | Keranamu Laila          | Laila            | TV3         |       |
| 2011 | Soffiya                 | Fiona            | TV3         |       |
| 2011 | Kasih Najihah           | -                | TV3         |       |
| 2011 | Jejaka J                | Julia            | Astro Prima |       |
| 2011 | Vanilla Coklat          | Zara Aishah      | TV3         |       |
| 2012 | Amukan Pocong           | Amy Amir         | TV3         |       |
| 2012 | Naziha                  | Naziha           | TV3         |       |
| 2012 | Friday I'm In Love      |                  | TV9         |       |
| 2012 | Oh My English Season 1  | Azlin            | Astro TVIQ  |       |
| 2013 | Cinta Pandang Kedua     | Salmah           | TV9         |       |
| 2013 | Oh My English Season 2  |                  | Astro TVIQ  |       |
| 2015 | Teman Lelaki Upahan     |                  | TV3         |       |
| 2016 | Cinta Masam Manis       | Nor Sarah Mahmod | TV3         |       |
| 2016 | Mukhlis 2               |                  | TV2         |       |
| 2017 | Sayang Papa Saya Tak?   | Kasih            | Astro Ria   |       |
| 2017 | Dia                     | Emelda           | TV3         |       |
| 2018 | Mr. London Ms. Langkawi | Nurul Liyana     | Astro Warna |       |
| 2019 | Jodoh-jodoh Annisa      | Annisa           | Astro Prima |       |

### Telefilmes
| Ano  | Filme                       | Personagem           | Canal                    |
| ---- | --------------------------- | -------------------- | ------------------------ |
| 2011 | Hantu Gigi                  |                      |                          |
| 2011 | Selumbar Kasih              |                      |                          |
| 2011 | Di Sini Bermula             | Maria                |                          |
| 2011 | Masih Membara Cintaku       |                      |                          |
| 2011 | Cikaro                      |                      |                          |
| 2011 | Pusing Beraya               |                      | Astro First Eksklusif    |
| 2012 | Alamak 7 Hari Lagi          | Cik Siti Wan Kemboja |                          |
| 2012 | Vanila Coklat Raya          |                      |                          |
| 2015 | Cik Siti                    | Cik Siti Wan Kemboja | TV3                      |
| 2015 | Cikgu Gangster              |                      |                          |
| 2017 | Dika Baran                  | Dika                 | TV1                      |
| 2017 | Isteriku, Cikguku           | Maria                | TV3                      |
| 2017 | Ramadan Terindah Nurani     | Nuraini              | TV3                      |
| 2017 | Lambor Kanan Belakang Dewan |                      | Astro Maya & Astro Prima |
| 2017 | Baby Bro                    |                      | Astro First Eksklusif    |

### Cinema
| Ano  | Título                  | Personagem        | Produtora          | Notas        |
| 2013 | KL Zombie               | Ana               | Grand Brilliance   |              |
| 2013 | Chikaro                 | Nori              |                    |              |
| 2014 | Sejoli                  | Nita              | Primeworks Studios |              |
| 2015 | Pilot Cafe              | Maya              | Astro Shaw         |              |
| 2015 | Sinaran                 | Tina              | Sinaran Pictures   |              |
| 2015 | Gangsterock Kasi Sengat | Pemandu Pelancong | YKS Filmmakers     |              |
| 2016 | Showdown The Movie      | Farin             |                    | Pós-produção |
| 2017 | J-Revolusi              | Eddie             | Grand Brilliance   |              |
| 2017 | Kau Yang Satu           | Salina            | Astro Shaw         |              |
| 2017 | Balun                   | Nur Ain           | Element Pictures   |              |